# 百段階段でひなまつり
1. 2017年のライトアップされた時の様子
2. 街中のひなかざりの様子
3. 花嫁行列の様子（但し、写り込んだ人物のプライバシーを充分配慮したものに限る）
4. 臨時列車「風っこ奥久慈ひなまつり号」

「百段階段でひなまつり」は茨城県久慈郡大子町で行われる雛祭りのイベントである。

## 概要
「百段階段でひなまつり」は大子町大子に在る十二所神社の通称「百段階段」と呼ばれる参道に、緋毛氈をかけ、多くの雛人形を並べる、年に雛祭り時期の1日だけ行われるイベントである。2008年に初めて開催されて以降、悪天候のため中止になった2010年、新型コロナウイルス感染症の世界的流行の影響で開催されなかった2020年～2022年を除き、毎年開催されている。
開催日は3月3日か、3月3日が土日ではない場合は、直前の日曜である。降雨降雪及び強風時は中止となる。階段に置かれた雛人形を鑑賞できる時間は午前9時から午後3時まである（2019年開催時の日程より）。開催日当日は駅前商店街の通りは歩行者天国となっている。当日、会場周辺は大変混雑するので、会場から離れた大子広域公園の駐車スペースから常陸大子駅前まで無料のシャトルバスが運行される。
「百段階段でひなまつり」を主催するのは大子町商工会女性部である。千葉県勝浦市のかつうらビッグひな祭りを見に行った大子町商工会女性部のメンバー達が、自分達の所でも、と思い企画した。飾る雛人形は、寄贈を募って集めた。
開催日当日は早朝から、雛人形を並べる作業が始められる。準備が整い、百段階段登り口で奉納神事が執り行われた後、開催となる。観客は階段を登りながら、両脇に置かれた雛人形を鑑賞する。また「百段階段でひなまつり」開催日前から、百段階段のあるJR水郡線常陸大子駅前商店街の各店舗等の軒先や店内では様々な雛飾りがされており、街中で雛祭りを楽しめる。更に、イベント当日は大子町の特産品であるリンゴを使ったアップルパイの販売や、花嫁行列等の他団体主催のイベントも催され、約3万人の観客が訪れる大子町の春の大型イベントとなっている。

## 歴史
- 2008年 - 初開催を3月2日に、約600体のひな人形を飾って行った[5]。
- 2009年 - 3月1日に開催。約650体を飾る[6]。
- 2010年 - この年は2月28日と3月7日に開催する予定であったが、降雨、降雪で両日とも中止となった。2019年現在で、シーズン2回の開催を企画したのも、結局中止となったのも、この年のみである。百段階段での展示は行われなかったが、この年から商店街の各店舗での雛飾りが始まっており、イベントが街中に拡がってきた[7][8]。
- 2011年 - 2月27日に開催。約26000人の観客が来た[8]。
- 2012年 - 3月3日に開催。約14000人の観客が来た[9]。
- 2013年 - 3月3日に開催。約1000体を飾り、約30000人の観客が来た[3]。
- 2014年 - 3月2日に開催[10]。
- 2015年 - 3月1日に開催された。また、NPO法人「まちの研究室」が行う"花嫁行列"が初開催された。以後同NPOが主催する花嫁行列は毎年、同日開催されている[11][12]。
- 2016年 - 2月28日に開催され、また、大子町のリンゴを使ったアップルパイ等、町の特産品を販売するイベントが大子町文化福祉会館まいんを会場にして初開催された[13]。
- 2017年 - 2月26日に開催。開催10周年であるこの年は従前の昼間の開催に加え、午後5時からライトアップ下での公開もされた[14]。
- 2018年 - 3月3日に開催[15]。
- 2019年 - 3月3日に開催[16]。
- 2020年 - 3月1日に開催する予定であったが、新型コロナウィルスの感染予防の為中止となった[17]。
- 2023年 - 2月26日に4年ぶりの開催となり、約1000体のひな人形が飾られた。また、「花嫁行列」や大子産アップルパイ販売、奥久慈しゃも1000人鍋提供なども行われた[18]。
- 2024年 - 3月3日に開催[19]。
- 2025年 - 3月2日に開催。約27000人が訪れた[20]。

## ギャラリー

百段階段でひなまつり
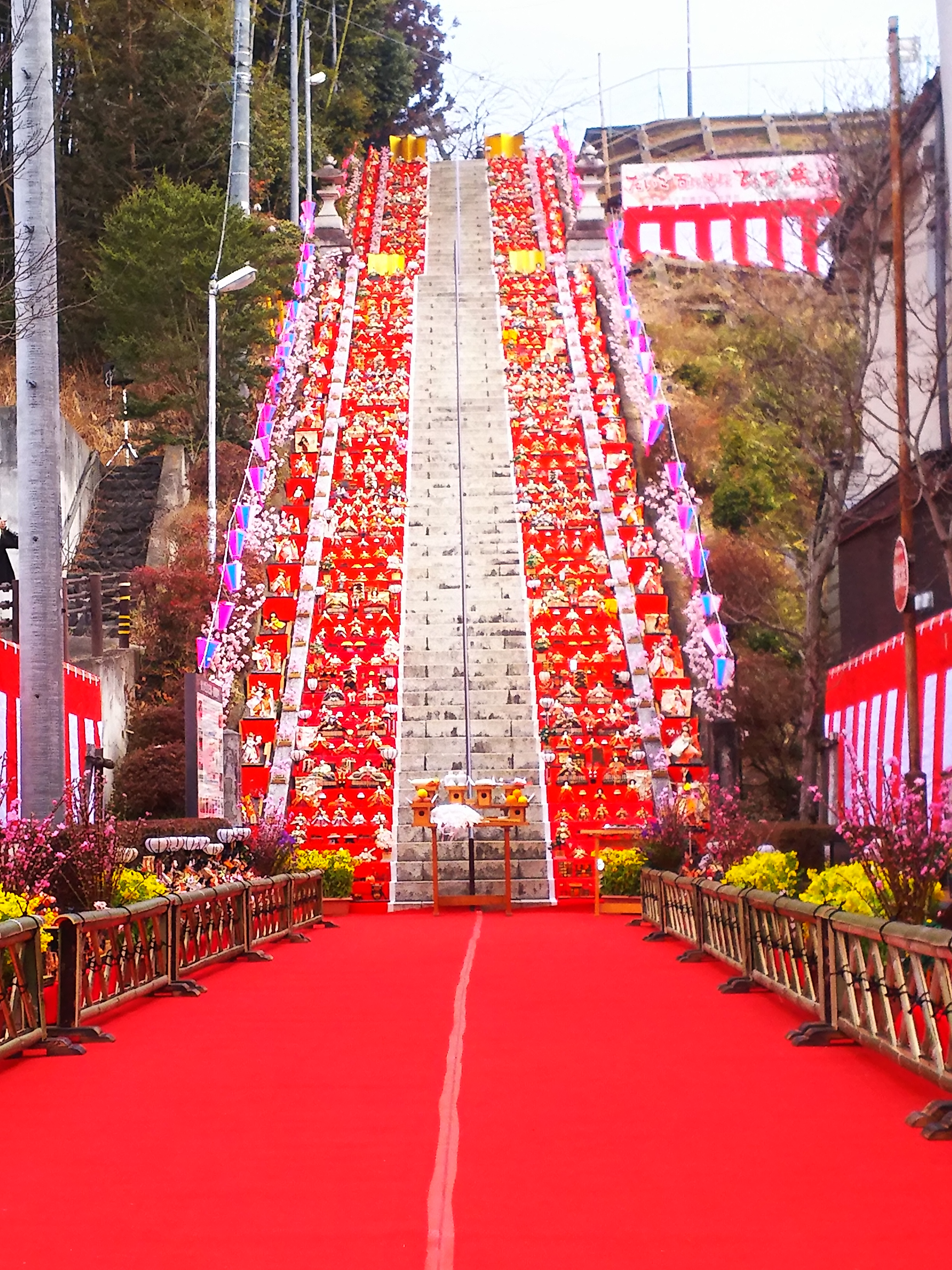
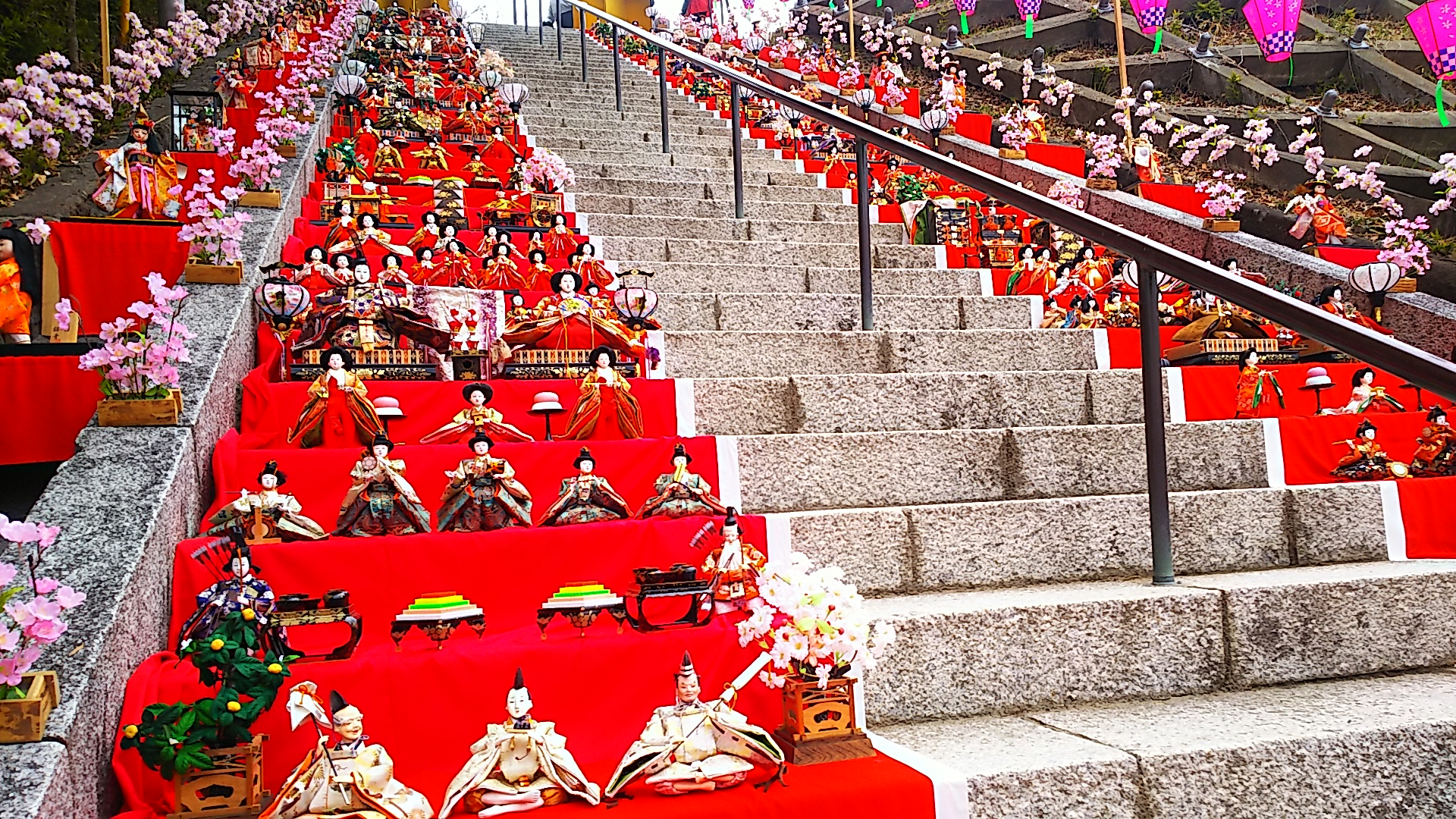
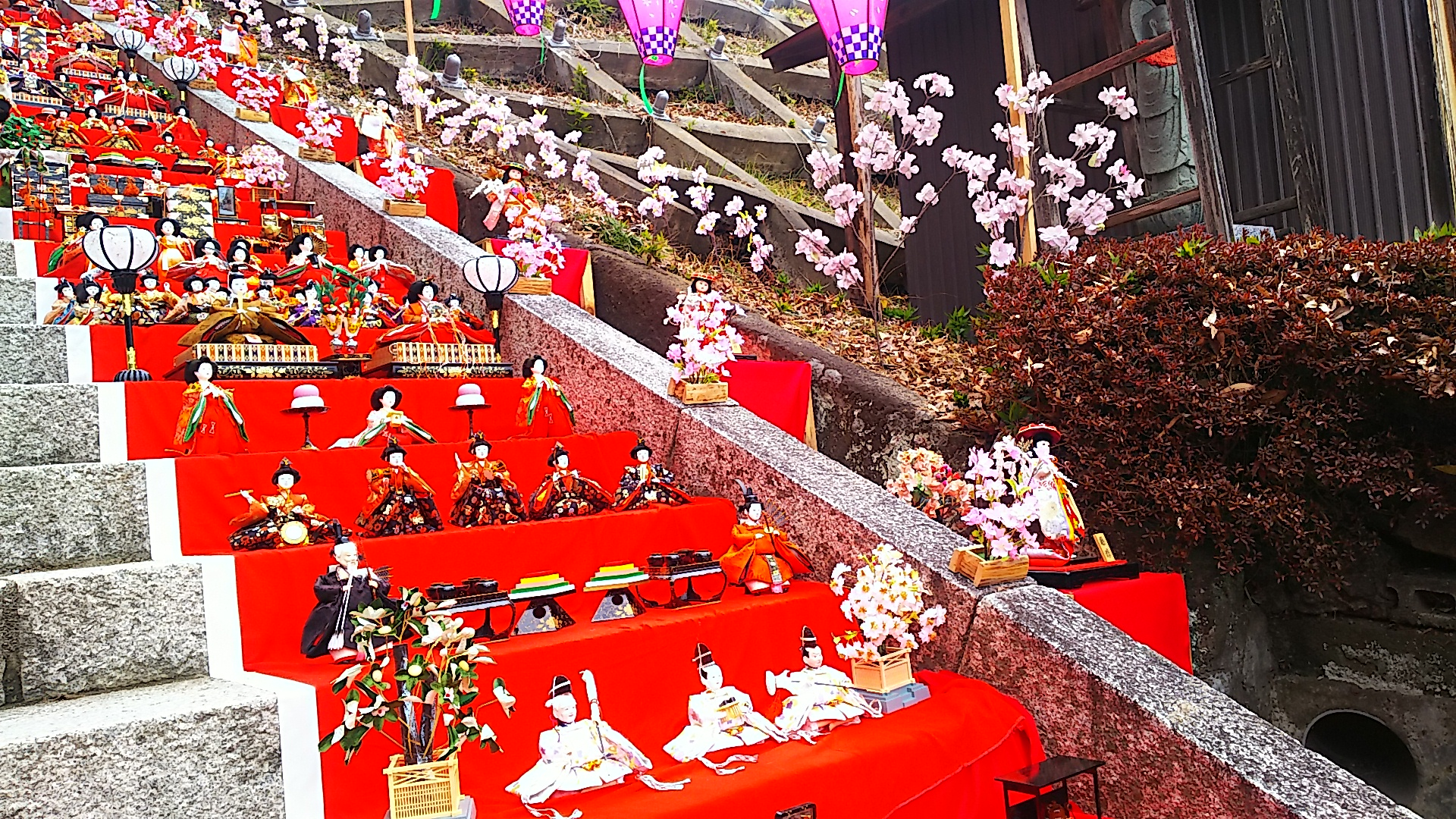
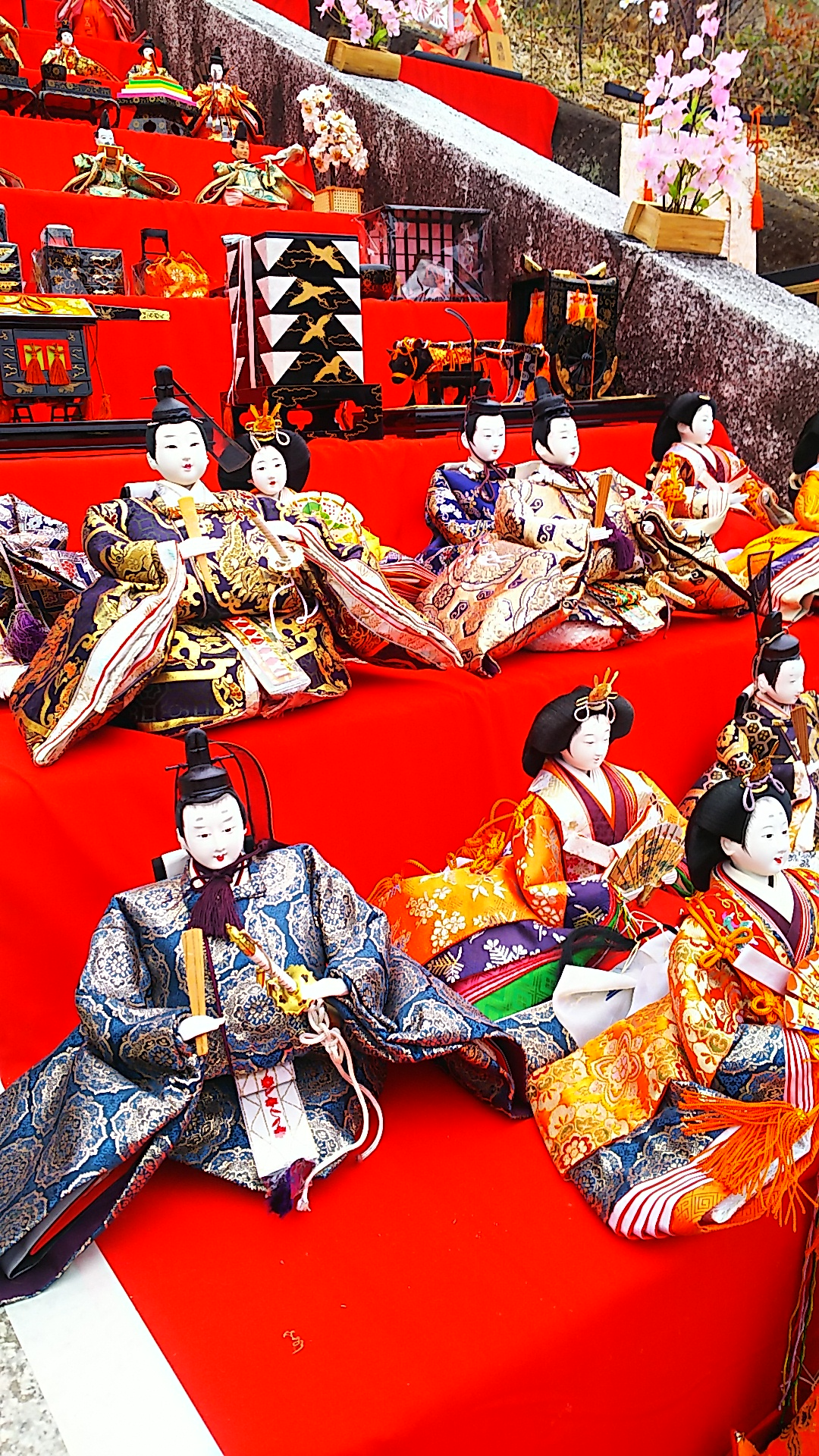
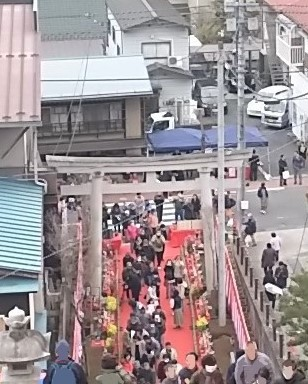

## 会場情報
会場
茨城県久慈郡大子町大子の十二所神社参道「百段階段」。北緯36度46分17.91秒 東経140度21分8.4秒座標: 北緯36度46分17.91秒 東経140度21分8.4秒
開催日は駅前商店街のエリアは歩行者天国となる。花嫁行列は大子町文化福祉会館まいんの前の通りを通る。アップルパイ他の町特産品の販売は、まいん駐車場で行われる（2019年時情報）。
アクセス
- 電車

JR水郡線常陸大子駅から徒歩3分。
開催日には車両にびゅうコースター風っこを使った"風っこ奥久慈ひなまつり号"他の臨時列車が運行される（2019年時情報）。
- 車

常磐自動車道那珂インターチェンジから国道118号を北上して約60分で常陸大子駅前。ただし、会場周辺道路は混雑必至のため、会場から約3キロメートル離れた大子広域公園駐車場から常陸大子駅間で無料シャトルバスが15分間隔で運行される（2019年時情報）。